# Avezzano
Avezzano este un oraș și comună din Provincia L'Aquila, Regiunea Abruzzo, Italia.
Populația comunei este de 42.641 locuitori (2011).

## Demografie
Avezzano - evoluția demografică

|  | Graficele sunt indisponibile din cauza unor probleme tehnice. Mai multe informații se găsesc la Phabricator și la wiki-ul MediaWiki. |

Date: Recensăminte sau birourile de statistică - grafică realizată de Wikipedia